# Anevrina capillata
Anevrina capillata är en tvåvingeart som beskrevs av Mikhailovskaya 1999. Anevrina capillata ingår i släktet Anevrina och familjen puckelflugor. Inga underarter finns listade i Catalogue of Life.